# 王子帯
王子帯（おうじたい、紀元前672年 - 紀元前635年4月）は、甘の初代君主。姓は姫、名は帯。別名に叔帯、大叔帯、大叔がある。『史記』十二諸侯年表には「恵王五年（紀元前672年）、恵后生叔帯」とある。食邑として甘（現在の河南省新郷市原陽県）が与えられた。諡は昭で、甘昭公と呼ばれる。周の恵王の子で、襄王の異母弟。東周の春秋時代に叛乱を起こし王を称した。

## 生涯
恵王は恵后陳嬀とその子の王子帯を寵愛し、王子帯を太子にしようとした。しかし、その前に恵王が死去した。恵王の死は周王室の安定を破壊することとなる。
恵王22年（紀元前655年）、覇主の斉の桓公は首止の会盟を行った。魯の僖公・宋の桓公・陳の宣公・衛の文公・鄭の文公・許の僖公・曹の昭公が参加した。会盟中に諸侯は周の太子鄭（後の襄王）と会見した。太子を尊重することによって周王室を安定させるためであった。恵王は不満をもち、鄭の文公に斉の桓公へ叛するように命じた。これは桓公率いる諸侯同盟軍と鄭の戦争に発展した。
恵王24年（紀元前653年）冬、恵王が崩御した。太子鄭（襄王）と王子帯は王位を争った。襄王は恵王崩御の喪を伏せると同時に斉に使者を送り、斉の桓公の支援を得て即位した。
襄王元年（紀元前653年）春、斉の桓公は洮の会盟を主催した。参与した諸侯は首止の会盟と同じである。会盟で襄王の王位を安定させた後、恵王の喪に服すことを定めた。
襄王4年（紀元前649年）夏、王子帯は揚邑・拒邑・泉邑・皋邑の戎人を集めて、洛邑を攻めて、王城に攻め入り、東門を焼き払った。秦の穆公と晋の恵公は戎を討伐し、周を救った。戎は退走した。
襄王5年（紀元前648年）、襄王は王子帯を討伐した。王子帯は斉に亡命した。
襄王6年（紀元前647年）、斉の桓公は鹹の会盟を結んだ。会盟の後、諸侯は軍を周畿に派遣した。
襄王15年（紀元前638年）、襄王は王子帯を京師に呼び戻した。
襄王18年（紀元前635年）、周王室で王子帯の乱が発生し、晋の文公は出兵して王子帯を殺し、襄王を洛邑へ護送した。